# Phanerotomella punctata
Phanerotomella punctata är en stekelart som beskrevs av Herbert Zettel 1989. Phanerotomella punctata ingår i släktet Phanerotomella och familjen bracksteklar. Inga underarter finns listade i Catalogue of Life.